# 家族難民
家族難民（かぞくなんみん）とは現代社会において増加しているという独身の形態。山田昌弘が、自著『「家族」難民』朝日新聞出版　2014年の中で初めて使ったもの。
家族難民と呼ばれるような独身というのは家族を持つことを希望しているものの、それが叶わないために不本意で独身生活を送っているということである。この家族難民というのは現代社会で起きている貧困などといった事柄と共に発生している事柄であり、このことから家族難民となっている者に存在している原因としては経済的事情がある。この家族難民の増加というのは社会問題の原因ともなりうるわけであり、例えば孤独死がこれである。この調子で家族難民が増え続ければ、家族難民となっている者は孤独死をするであろうと見られていることから、2040年頃の年間の孤独死の人数は約20万人になるであろうと見られている。これは現在の年間の孤独死の人数が3万人であることを考えると大幅に増加している人数であり、2040年には5人に1人が孤独死をするであろうということである。